# هرشل سافج
هيرشل سافج (من مواليد هارفي كوهين في 25 نوفمبر 1952-) هو ممثل إباحي أمريكي سابق ومخرج وممثل مسرحي. ظهر في أكثر من 1000 فيلم للبالغين. في عام 2002، صنفته مجلة إيه في إن في المرتبة 46 على قائمتها لأفضل 50 نجمًا إباحيًا في كل العصور.

## حياته
ولد سافج لأبوين يهوديين روسيين في 25 نوفمبر 1952 في مدينة نيويورك. كانت والدته تعاني من الوسواس القهري. شاهد سافج أول فيلم للبالغين بعنوان (عادة الراهبة السيئة) في إحدى دور السينما في ميدان سكوير.